# Тритонал
Тритонал — взрывчатое вещество, состоящее из 80% тринитротолуола и 20% порошкообразного алюминия (ТНТ + Al). Используется в некоторых видах боеприпасов, включая авиабомбы. Алюминий улучшает фугасные свойства тринитротолуола, обеспечивая максимальное избыточное давление при взрыве. 
Тритонал примерно на 18% мощнее тринитротолуола.
Авиабомба Mk 82 содержит 87 кг тритонала, что соответствует энергии взрыва 440 МДж.